# 落合真司
落合真司（おちあい しんじ、1964年3月5日 - ）は、日本のクリエイター。
本名は山下昌彦（やました まさひこ）。グラフィックデザイン、DTP、デジタルアート、ブランディングなどの分野で活動。
デザイン会社「IMAI Design Factory」を共同運営。
また、専門学校、大学で非常勤講師をつとめる。

## 経歴・人物
大阪府大阪市生まれ。東大阪市立池島中学校、大阪府立池島高等学校、追手門学院大学経済学部経済学科卒。
1990年に『中島みゆき観測日記』で作家デビュー。目の不自由な人のために朗読テープ化や点字化されたものがある。また、海外（ニューヨーク）の書店で販売されたものもある。
中島みゆき論をシリーズ出版していたが、2004年に出した『中島みゆき・無限軌道の旅』を最後にシリーズの執筆に封印をする。
以降、エンタメ業界について論じる本の執筆に専念している。
並行して、クリエイティヴ系の学校で講師を積極的に行い、グラフィックデザインやエディトリアルデザインの仕事も多く手掛けるようになった。
2021年からデザイン会社「IMAI Design Factory」を共同運営している。

## 著書
- 『90分でわかるアニメ・声優業界』（青弓社）2017.07.11
- 『80年代音楽に恋して』（青弓社）2016.06.30
- 『小田和正という生き方』（青弓社）2009.05.22
- 『音楽業界で起こっていること』（青弓社）2008.10.12
- 『音楽は死なない！－音楽業界の裏側』（青弓社）2006.12.05
- 『中島みゆき・無限軌道の旅』（青弓社）2004.05.23
- 『音楽業界ウラわざ』（青弓社）2003.05.21
- 『椎名林檎の求め方』（青弓社）2001.04.20
- 『中島みゆき・円環する癒し』（青弓社）2001.02.10
- 『歌姫を越えて〜中島みゆき観測日記〜』（修文社）1998.06.20
- 『10ピースの中島みゆき』（修文社）1998.03.20
- 『中島みゆき・言葉の向こう側』（青弓社）1998.02.28
- 『風俗裏日記』（青弓社）1997.11.30
- 『中島みゆきデータブック〜20年の光と影〜』（青弓社）1995.09.30
- 『中島みゆき・愛に行く者へ』（青弓社）1995.03.15
- 『ユーミン・恋愛風景論』（青弓社）1993.06.15
- 『中島みゆき・夢見の技法』（青弓社）1992.04.30
- 『中島みゆき観測日記』（青弓社）1990.06.30

## 編集協力
- 『タカラジェンヌになろう!』山内由紀美（青弓社）2013.03.01
- 『ミック・ジャガーという生き方』佐藤明子（青弓社）2006.03.01

## 講師としての活動
- 某女子大学　講師　2021年〜
- 大阪アニメ・声優＆eスポーツ専門学校　講師　2018年〜
- ビジュアルアーツ専門学校（大阪）講師　2001年〜2017年
- 創造社デザイン専門学校　講師　2003年〜
- 作劇塾　講師　2004年〜2007年
- 大阪コミュニケーションアート専門学校（現・OCA大阪デザイン＆テクノロジー専門学校）　講師　1998年〜2002年

## メディアへの出演
- 『ブロードキャスター』（TBS）2003.01.11
- 『中村壮快の裏番組にぶっとばされました』（FM MOOV）2001.09.24
- 『吉田照美のやる気MANMAN!』（文化放送）1997.12.25
- 『探偵!ナイトスクープ』（朝日放送）1991.05.17